# Cataratas del Nilo Azul
Las cataratas del Nilo Azul son un gran salto de agua localizado en el curso del río Nilo Azul, en Etiopía, consideradas de las más importantes de África.
Se las conoce como Tis Abay en amárico, que significa «agua humeante».
Están situadas en el curso superior del río, a unos 30 km aguas abajo de la ciudad de Bahir Dar y del lago Tana. 
Las cataratas se consideran uno de los lugares de interés turístico mejor conocidos de Etiopía.

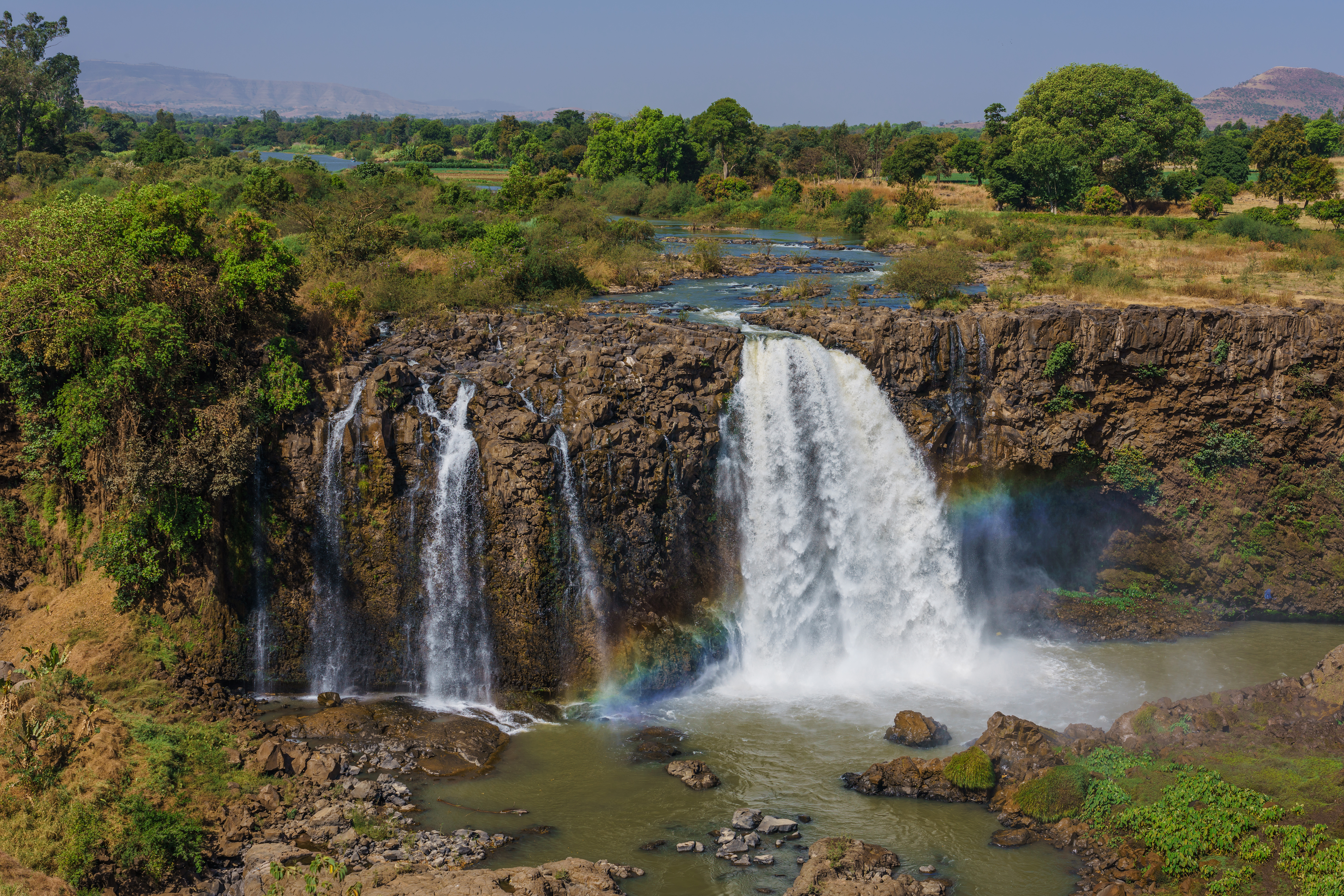
Las cataratas del Nilo Azul

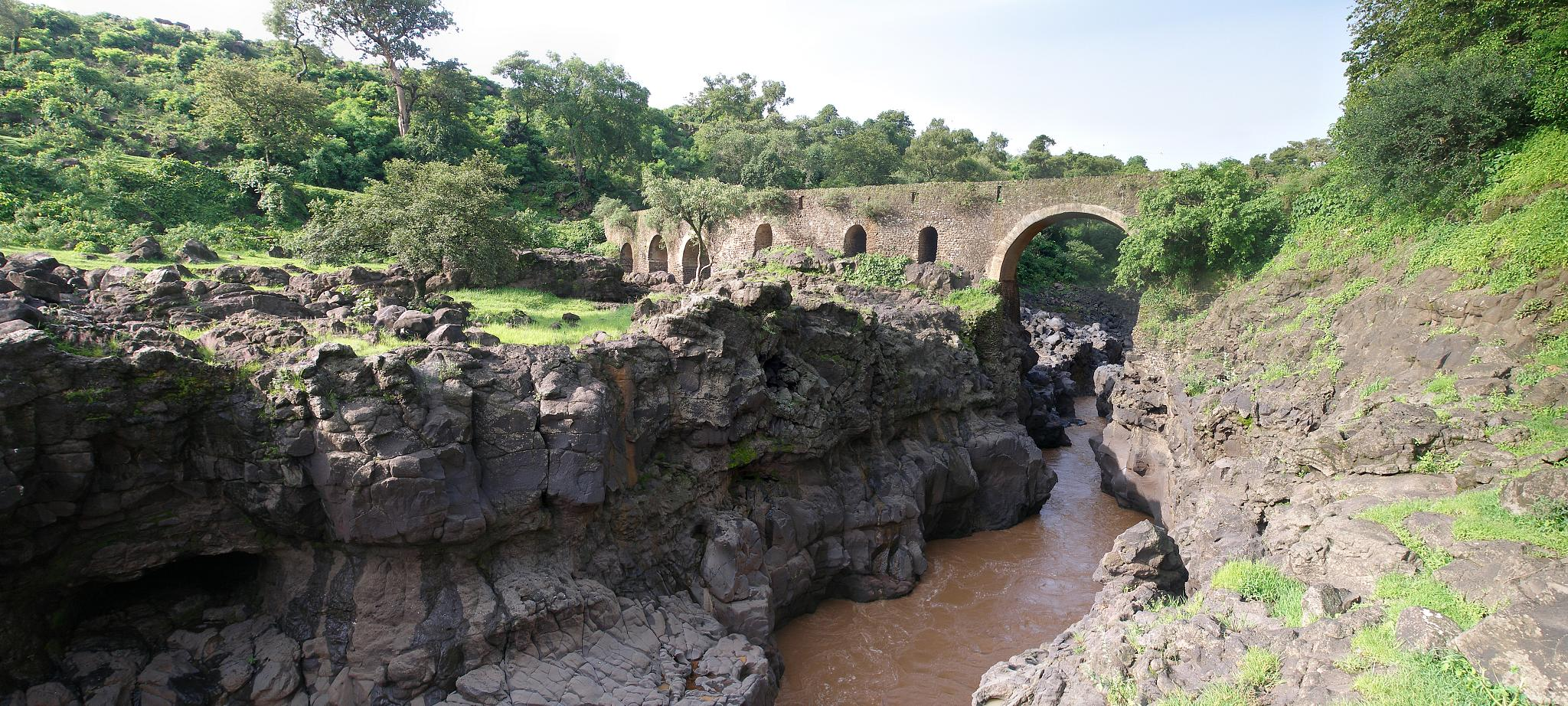
El puente portugués de Tis Issat, el primer puente de piedra de Etiopía

Las caídas se estiman que tienen entre 37 y 45 metros de altura, y consisten en cuatro corrientes que originalmente variaban desde apenas un goteo en la estación seca hasta llegar a tener más de 400 metros de ancho en la estación lluviosa.
La actual regulación del caudal del lago Tana, reduce esa variación de forma sustancial, y desde el año 2003 una estación de energía hidroeléctrica toma gran parte del caudal que debería de discurrir por las cataratas, excepto durante la temporada de lluvias.
Las cataratas del Nilo Azul han aislado la ecología del lago Tana de la ecología del resto del Nilo, y ese aislamiento ha desempeñado un papel en la evolución de una fauna endémica en el lago.
A corta distancia aguas abajo de las cataratas se encuentra el primer puente de piedra construido en Etiopía, erigido por orden del emperador Susenyos en 1626. 
Según el misionero jesuita portugués Manuel de Almeida (1580-1646), la piedra para fabricar la cal se habría encontrado cerca, a lo largo del afluente Alata, y un artesano que había llegado de la India con Afonso Mendes, el católico Patriarca de Etiopía, habría supervisado su construcción.